# Time-to-Fill
Time-to-Fill ist eine verbreitete betriebswirtschaftliche Kennzahl im Human Resource Management, die beschreibt, wie schnell eine offene Stelle im Durchschnitt besetzt wird. Die Definition dieser Kennzahl ist allerdings von Unternehmen zu Unternehmen unterschiedlich je nachdem, was man als Start- bzw. Endpunkt definiert.